# Kanton Puymirol
Der Kanton Puymirol war bis 2015 ein französischer Wahlkreis im Arrondissement Agen, im Département Lot-et-Garonne und in der ehemaligen Region Aquitanien; sein Hauptort war Puymirol. Vertreter im Generalrat des Départements war zuletzt von 1994 bis 2015 Marc Boueilh (zunächst DVD, dann UMP). 
Der Kanton war 110,78 km² groß und hatte 7614 Einwohner (Stand 2012).
Der Kanton Puymirol umfasste Wahlberechtigte aus folgenden zehn Gemeinden:
| Gemeinde                | Einwohner Jahr | Fläche km² | Bevölkerungsdichte | Code INSEE | Postleitzahl |
| ----------------------- | -------------- | ---------- | ------------------ | ---------- | ------------ |
| Castelculier            | 2374 (2013)    | 14,95      | 159 Einw./km²      | 47051      | 47240        |
| Clermont-Soubiran       | 373 (2013)     | 10,39      | 36 Einw./km²       | 47067      | 47270        |
| Grayssas                | 131 (2013)     | 9,37       | 14 Einw./km²       | 47113      | 47270        |
| Lafox                   | 1156 (2013)    | 5,23       | 221 Einw./km²      | 47128      | 47240        |
| Puymirol                | 958 (2013)     | 19,54      | 49 Einw./km²       | 47217      | 47270        |
| Saint-Caprais-de-Lerm   | 654 (2013)     | 13,6       | 48 Einw./km²       | 47234      | 47270        |
| Saint-Jean-de-Thurac    | 512 (2013)     | 5,12       | 100 Einw./km²      | 47248      | 47270        |
| Saint-Pierre-de-Clairac | 871 (2013)     | 13,15      | 66 Einw./km²       | 47269      | 47270        |
| Saint-Romain-le-Noble   | 429 (2013)     | 8,5        | 50 Einw./km²       | 47274      | 47270        |
| Saint-Urcisse           | 223 (2013)     | 10,93      | 20 Einw./km²       | 47281      | 47270        |